# Montauban-sur-l'Ouvèze
Montauban-sur-l'Ouvèze là một xã thuộc tỉnh Drôme trong vùng Auvergne-Rhône-Alpes đông nam nước Pháp. Xã Montauban-sur-l'Ouvèze nằm ở khu vực có độ cao từ 665-1532 mét trên mực nước biển.